# Penicillium angustiporcatum
Penicillium angustiporcatum är en svampart som beskrevs av Takada & Udagawa 1983. Penicillium angustiporcatum ingår i släktet Penicillium och familjen Trichocomaceae.   Inga underarter finns listade i Catalogue of Life.